# Dmytro Paszycki
Dmytro Paszycki (ukr. Дмитро Пашицький, ur. 29 listopada 1987 w Kijowie) – rosyjsko-ukraiński siatkarz, grający na pozycji środkowego, były reprezentant Rosji. 
W listopadzie 2020 roku otrzymał obywatelstwo rosyjskie.

## Przebieg kariery
| Lata                      | Klub                               |
| ------------------------- | ---------------------------------- |
| 2009–2010                 | Pärnu VK                           |
| 2010–2011                 | Selver Tallinn                     |
| 2011–2014                 | AS Cannes VB                       |
| 2014–2015                 | Cuprum Lubin                       |
| 2015–2016                 | Asseco Resovia Rzeszów             |
| 2016–2017                 | Lotos Trefl Gdańsk                 |
| 2017–2020                 | Kuzbass Kemerowo                   |
| 2020–2022 (do 02.03.2022) | Zenit Petersburg                   |
| 2022 (od 16.03.2022)      | Trefl Gdańsk                       |
| 2022–2024                 | Grupa Azoty ZAKSA Kędzierzyn-Koźle |

## Sukcesy klubowe
Puchar Estonii:
- 2010

Liga estońska:
- 2011

Liga polska:
- 2016, 2023[5]

Liga rosyjska:
- 2019
- 2021
- 2020

Superpuchar Rosji:
- 2019

Puchar CEV:
- 2021

Puchar Polski:
- 2023[6]

Liga Mistrzów:
- 2023[7]

Superpuchar Polski:
- 2023[8]

## Sukcesy indywidualne
- 2015: Najlepszy blokujący sezonu PlusLigi 2014/2015